# BAP Mariátegui (FM-54)
Le BAP Mariátegui (FM-54) est une frégate lance-missiles de la marine de guerre du Pérou.

## Histoire
Le Mariategui, et son sister-ship BAP Montero (FM-53), ont été construits par les Services Industriels de la Marine (SIMA) à l'arsenal de Callao au Pérou. Ils font partie des quatre de la sous-classe Carvajal qui est basée sur celle de la Classe Lupo italienne.
Cette frégate porte le nom du contre-amiral Ignacio Mariátegui y Tellería (es), marin et héros de l'indépendance du Pérou.

### Note et référence
- (es) Cet article est partiellement ou en totalité issu de l’article de Wikipédia en espagnol intitulé « BAP Mariategui (FM-54) » (voir la liste des auteurs).